# ریوتا آئوکی
ریوتا آئوکی (ژاپنی: 青木 良太؛ زادهٔ ۱۹ اوت ۱۹۸۴) یک بازیکن فوتبال اهل ژاپن است.
از باشگاه‌هایی که در آن بازی کرده‌است می‌توان به باشگاه فوتبال گامبا اوساکا، باشگاه فوتبال جف یونایتد چیبا، باشگاه فوتبال رواسو کوماموتو و باشگاه فوتبال تسپاکوستاسو گونما اشاره کرد.